# درخشنده گلوسیاه
درخشنده گلوسیاه (نام علمی: Heliodoxa schreibersii) نام یک گونه از سرده خورشیدرخشان‌ها است.